# Wir (film)
Wir – film z 1983 roku, w reżyserii Henryka Jacka Schoena.

## Fabuła
Tomek zafascynowany jest swoją, samotnie wychowującą go matką. Razem z nimi mieszka Róża, przyjaciółka rodziny. Tomek, z powodu złych warunków finansowych, ostatni rok nauki musi spędzić w szkole z internatem.
Edukację Tomka przerywa wiadomość o śmierci matki. Po przyjeździe do domu, Tomek zastaje nowo narodzone dziecko. Mimo braku środków, postanawia zająć się wychowaniem przyrodniego brata, a wtedy odkrywa jeszcze jedną tajemnicę - on też jest nieślubnym dzieckiem.
Pojawia się mężczyzna - ojciec chłopczyka. W nocy, która poprzedza dzień oddania Piotrusia wybucha pożar. Tomek z Różą i małym bratem czekają, aż żywioł ogarnie i ich. I wtedy okazuje się, że wszystkie wydarzenia od rozmowy o konieczności wyjazdu do szkoły, były tylko złym snem. Jednak rano, podczas śniadania, matka informuje go o wyjeździe do szkoły z internatem.

## Obsada
- Marek Herbik jako Tomek
- Marzena Trybała jako Anna
- Ewa Dałkowska jako Róża
- Władysław Kowalski jako dyrektor
- Olgierd Łukaszewicz jako Marek
- Jerzy Stuhr jako fotograf
- Zdzisław Wardejn jako pan Rolle
- Marek Kępiński jako ksiądz
- Barbara Rachwalska jako akuszerka